# Вільгельм Ніггемеєр
Вільгельм Ніггемеєр (нім. Wilhelm Niggenmeyer; 9 травня 1918, Ган — 14 лютого 2008, Ерфтштадт) — німецький офіцер, оберлейтенант резерву вермахту (1943), оберстлейтенант бундесверу. Кавалер Лицарського хреста Залізного хреста з дубовим листям.

## Біографія
1 жовтня 1938 року вступив у 26-й саперний батальйон, з яким взяв участь у Французькій кампанії. З червня 1941 року — командир 2-ї роти свого батальйону. Учасник Німецько-радянської війни, відзначився у боях під Ржевом та Воронежем. З 1943 року — ад'ютант 26-го саперного батальйону. В травні 1945 року здався союзникам. У вересні 1945 року звільнений. 10 листопада 1955 року вступив в бундесвер. 30 вересня 1974 року вийшов у відставку.

## Нагороди
- Залізний хрест
  - 2-го класу (16 серпня 1941)
  - 1-го класу (8 вересня 1941)
- Нагрудний знак «За участь у загальних штурмових атаках»
- 4 нарукавні знаки «За знищений танк» — по 2 знаки 25 серпня 1942 по 3 січня 1943.
- Лицарський хрест Залізного хреста з дубовим листям
  - лицарський хрест (18 вересня 1942)
  - дубове листя (№ 241; 17 травня 1943)
- Медаль «За зимову кампанію на Сході 1941/42»
- Нагрудний знак «За поранення» в сріблі